# Chișlaz (gmina)
Chișlaz – gmina w Rumunii, w okręgu Bihor. Obejmuje miejscowości Chiraleu, Chișlaz, Hăucești, Mișca, Poclușa de Barcău, Sărsig i Sânlazăr. W 2011 roku liczyła 3135 mieszkańców.